# Karol Radziszewski
Karol Radziszewski (Białystok, 10 januari 1980) is een Pools kunstschilder, fotograaf en filmmaker. Hij maakt installaties en creëert interdisciplinaire projecten. Hij is vooral bekend om zijn queer kunst, die zich focust op meerdere thema’s zoals cultuur, religie, socialiteit en gender. Hij is sinds 2005 de uitgever van DIK Fagazine. Ook heeft hij in 2015 het Queer Archives Institute opgericht. Hij leeft en woont in Warschau.

## Biografie
Karol Radziszewski studeerde schilderen aan de Academie voor Schone Kunsten in Warschau. Als student richtte hij samen met Piotr Kopik en Ivo Nikić in 2001 de ‘flying gallery’ Szu Szu op. Deze kunstgroep specialiseerde zich in tentoonstellingen van kunstenaars die op locaties stonden die niet in lijn stonden met de normale trend van de kunstwereld zoals musea. Ze richten zich vooral op steden en straatcultuur. In 2021 waren er meer dan 40 tentoonstellingen en installaties in Europa en Azië. In 2004 studeerde Radziszewski af onder professor Jarosław Modzelewsk.
In 2005 richtte Radziszewski het tijdschrift DIK Fagazine op. Hij ervaarde in Polen veel homofobie en daarom wilde hij een tijdschrift oprichten die artistiek gericht was op homoseksualiteit en masculiniteit. DIK Fagazine is het enige tijdschrift in Centraal- en Oost-Europa dat zich zo profileert. In 2013 ontstond er een brand in zijn studio waardoor veel archiefmateriaal van DIK Fagazine verloren is gegaan.
In 2015 heeft hij het Queer Archives Institute (QIA) gesticht. Het QIA is een non-profit organisatie gerund door kunstenaars. De organisatie focust zich op onderzoek, verzameling, digitalisering, presentatie, tentoonstelling, analyse en artistieke interpretatie van queer-archieven. Daarnaast is het QIA gericht op Centraal- en Oost-Europa.

## Prijzen
In 2001 kreeg hij een beurs van het Poolse ministerie van Cultuur.
In 2006 won Radziszewski de derde editie van de Samsung Art Master-competitie voor opkomende kunstenaars. Deze competitie is een samenwerking tussen Samsung en het Poolse ministerie van Cultuur en Nationaal Erfgoed. Ook kreeg hij voor de tweede keer de beurs van het ministerie van Cultuur.
In 2009 kreeg hij een beurs van ministerie van Cultuur en Nationaal Erfgoed. Ook won hij in 2009 de Paszport Polityki in de categorie Visuele Kunst.
In 2015 kreeg hij voor de derde keer een beurs van het ministerie van Cultuur.

## Werk
Het werk van Radziszewski past binnen de stroming hedendaagse kunst met als thema de homo-erotiek. In Polen is er lange tijd onderdrukking van homo-erotische en seksueel geaarde kunst geweest. Hierdoor is veel queer art in Polen in de vergetelheid geraakt. Radziszewski vindt dat het zijn taak is om als artiest de historische kunst aan te vullen met queer elementen. Hij doet dit voor de lgbtq+-gemeenschap in Polen. In 2006 organiseerde Radziszwski bijvoorbeeld een happening genaamd ‘Try This’ waarin hij Natalia LL’s Consumer Art in beeld bracht. Dit is een fotocollage waarin een vrouw likt aan een banaan en daardoor wordt geschaard onder de seksueel-erotische kunst. Radziszewski koos voor dit werk omdat het erg aanstootgevend was, waardoor kunsthistorici dit werk niet meer konden negeren.
Radziszewski heeft diverse solotentoonstellingen en projecten gemaakt. Daarnaast heeft Radziszewski meegedaan aan een reeks groepsprojecten.
- Gemeinsame Normdatei: 140030689
- International Standard Name Identifier: 0000 0001 1001 8069
- Library of Congress Control Number: no2011146725
- Nationale Bibliotheek van Tsjechië: jo20241240479
- Nationale Bibliotheek van Polen: a0000002186182
- Système universitaire de documentation: 258616156
- Virtual International Authority File: 103344480
- WorldCat: E39PBJdRCJfvptqmjcgrYDjXBP